# Pan-thaïsme

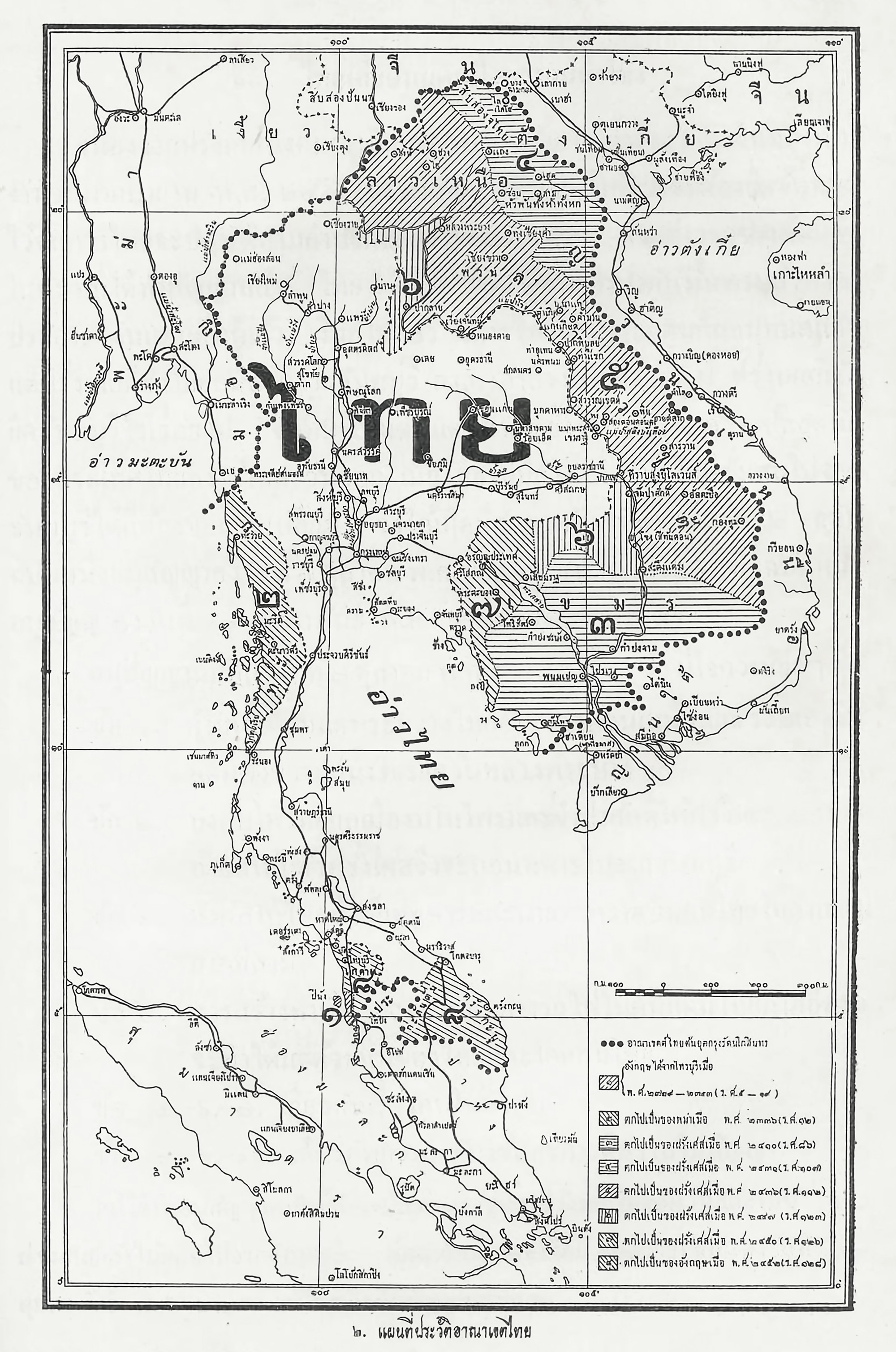
Carte de l'histoire des frontières de la Thaïlande, réalisée en 1940, et montrant les territoires perdus par la Thaïlande qu'elle revendiquait. Des versions de la carte ont été largement diffusées pour promouvoir l’idéologie panthaïste.

Le pan-thaïsme (également connu sous le nom de pan-taïsme, mouvement pan-thaï) est une idéologie qui a prospéré en Thaïlande dans les années 1930 et 1940. Il s'agissait d'une forme d'irrédentisme, dont le but était l'unification politique de tous les Thaïlandais de Thaïlande, de Birmanie, de Malaisie, du Cambodge et du Laos, dans un plus grand État thaïlandais, parfois appelé le Grand Empire thaïlandais.
Avant la révolution de 1932, qui remplaça la monarchie absolue par une monarchie constitutionnelle, le gouvernement thaïlandais entretenait de bonnes relations avec les puissances impériales, la Grande-Bretagne et la France, qui gouvernaient ses voisins : la Birmanie, la Malaisie, le Cambodge et le Laos ; le sentiment anticolonial avait été activement découragé. Cependant, le gouvernement militaire arrivé au pouvoir en 1938, sous Plaek Phibunsongkhram, a activement cherché à restaurer les territoires thaïlandais « perdus » ; il a également promu agressivement le pan-thaïsme. L'architecte intellectuel du nouveau nationalisme thaïlandais était Wichit Wathakan.
Le pays a officiellement changé son nom de « Siam » à « Thaïlande », le mot « thaï » étant interprété de manière idiosyncratique, se référant non seulement aux locuteurs du thaï central (siamois) ou même aux langues taï en général, mais à tous ceux qui avaient autrefois été sous la tutelle des royaumes d'Ayutthaya et de Rattanakosin.
Durant la Seconde Guerre mondiale, la Thaïlande a pu profiter de la défaite de la France en Europe pour s'emparer de territoires au Cambodge et au Laos au cours d'une courte guerre. Après l'invasion japonaise de la Thaïlande en décembre 1941, la Thaïlande a fait cause commune avec les Japonais et a occupé des parties de la Birmanie et de la Malaisie. Cependant, la domination thaïlandaise n’était généralement pas bien accueillie par les populations soumises. Au Laos en particulier, les autorités françaises ont promu une rhétorique et des réformes de « rénovation » de la culture laotienne sous le gouverneur général d'Indochine Jean Decoux, laquelle a cependant principalement été utilisée pour atténuer l'attrait du pan-thaïsme et renforcer la coopération laotienne au sein du système colonial français plutôt que de développer un quelconque sentiment de nationalisme séparatiste laotien,,. Néanmoins, un contre-irrédentisme est apparu parmi les nationalistes laotiens, qui cherchaient à placer une grande partie du nord de la Thaïlande sous domination laotienne. Peu de nouveaux citoyens thaïlandais s’identifient comme « Thaïlandais » dans un sens ou dans l’autre. La guerre s'est terminée par la défaite de la Thaïlande et le renversement du gouvernement militaire, et la Thaïlande est revenue à ses frontières d'avant-guerre telles qu'elles avaient été ajustées pour la dernière fois dans le traité anglo-siamois de 1909.